# Gotlands runinskrifter 135
Runinskrift G 135 är en av minst två bild- och runstenar från Sjonhem i Sjonhems socken på Gotland. Den har liksom den snarlika G 134 ingått i Sjonhemsmonumentet och förvaras nu i Gotlands fornsal.

## Stenen
Stenen skapades på 1000-talet och dess konstnärligt utformade ornamentik går i Gotländsk runstensstil. Det brokiga och svamplika minnesmärket är rest för att hedra en man som farit i österled och mött döden vid floden Ventas mynning. Om man seglade österut från Gotland var Windau (Ventspils) på andra sidan Östersjön den närmaste hamnen och en mycket välbesökt plats för handelsresande gotlänningar. Den från runor translittererade och översatta inskriften följer nedan:

## Inskriften
Translitterering av runraden:
þina : eftir : a(i)--- : --- : --rþ : tauþr : a : ui(t)au : systriʀ : [tuaʀ] ...-ʀ : bryþr : þria : roþanþr : auk : roþkutr : roþar : auk : þorstain : þiʀ : iʀu : faþur:bryþr
Normalisering till runsvenska:
Þenna æftiʀ Æi... ... [va]rð dauðr a Vindau/Vindö. Systriʀ tvaʀ ... brøðr þria. Hroðvaldr(?) ok Hroðgautr, Hroðarr ok Þorstæinn, þæiʀ eʀu faðurbrøðr.
Översättning till nusvenska:
denna efter Ai … [som] dog på Vindö. Systrar två … bröder tre. Rodvald och Rodgaut, Rodar och Torsten, de är farbröder
Text fortsätter från G 134. Vindö kan syfta på Wittow.